# Mark Rutte
Mark Rutte (Hága, 1967. február 14. –) holland politikus, 2010. október 14. és 2024. július 2. között Hollandia miniszterelnöke. 2010-es hatalomra kerülésével Hollandiában 92 év után ő lett az első liberális miniszterelnök. 2006 és 2023 között ő volt a Néppárt a Szabadságért és Demokráciáért (VVD) elnöke is. Rutte egyben Hollandia leghosszabb ideig hivatalban lévő kormányfője is. 2024 októberétől a NATO főtitkára.
Rutte karrierjét az Unilever multinacionális vállalatnál kezdte, majd 2002-ben lépett be a politikai életbe, a kereszténydemokrata Jan Peter Balkenende kormányának tagjaként. Miután 2006-ban a liberális VVD elnöke lett, a 2010-es választáson győzelemre vitte pártját. 2010-ben alakított kormánya két évvel később összeomlott, így 2012-ben előrehozott választást kellett kiírni, amit a VVD a korábbinál is nagyobb győzelmet aratott, így folytathatta kormányzást a baloldali Munkáspárttal (PvdA) koalícióban. A 2017-es választáson Rutte pártja mandátumokat veszített ugyan, de a miniszterelnök így is megalakíthatta harmadik, négypárti koalícióját. 2021-ben kormánya lemondásra kényszerült egy családtámogatásokkal kapcsolatos botrány miatt, de így is megnyerte a 2021-es választást, tehát Rutte ugyanazokkal a pártokkal folytathatta a munkát. 2023-ban azonban ez a kabinet is megbukott, miután képtelenek voltak megegyezésre jutni a Hollandiába érkező bevándorlók számának korlátozásáról szóló kérdésekben. Mark Rutte ezt követően bejelentette, hogy a 2023-as előrehozott választáson nem indul a miniszterelnökségért. Ezt követően a NATO megüresedő főtitkári pozíciójára jelentkezett, amit ellenfele, a román Klaus Iohannis visszalépése után nyert el. 2024. október 1-én lépett hivatalba.

## Életútja

### Fiatalkora
1967-ben született Hágában, egy kálvinista családban. Édesapja Izaäk Rutte (1909–1988) kereskedő volt, édesanyja Hermina Cornelia Dilling (1923–2020) titkárnő.
Rutte 1985-ben érettségizett egy művészeti gimnáziumban. Eredetileg konzervatóriumban szeretett volna zongorista lenni. A leideni egyetemen volt történész szakos hallgató, ahol 1992-ben megszerezte mesterfokozatú diplomáját. Egyetemista korában tagja lett a konzervatív-liberális Néppárt a Szabadságért és Demokráciáért (VVD) ifjúsági tagozatának. Az ifjúsági tagozat elnöke volt 1988 és 1991 között.
Tanulmányai lezártával a versenyszférában dolgozott, majd az Unilever humán erőforrás részlegén dolgozott 1997-ig, 1997 és 2000 között az Unilever egyik leányvállalatának, a Van Den Bergh Nederlandnak személyzeti menedzsere volt.
1993 és 1997 között a VVD országos testületének volt tagja, majd a 2002-es választáson a párt jelöltő bizottságának tagja lett. 2003-ban lett először tagja a Képviselőháznak.

### Politikai karrierje
Az Első és Második-Balkenende kormány alatt 2002 és 2004 között szociális és munkaügyi államtitkár volt. Államtitkárként felelős volt az önkormányzati jóléti juttatások illetve a biztonságos munkakörülmények ügyeiért. 2004 és 2006 között felsőoktatási és tudományos ügyekért felelős államtitkár volt. Tevékenysége alatt a holland felsőoktatási rendszer részben piacorientáltabbá vált.

## Miniszterelnök

### Első Rutte-kormány

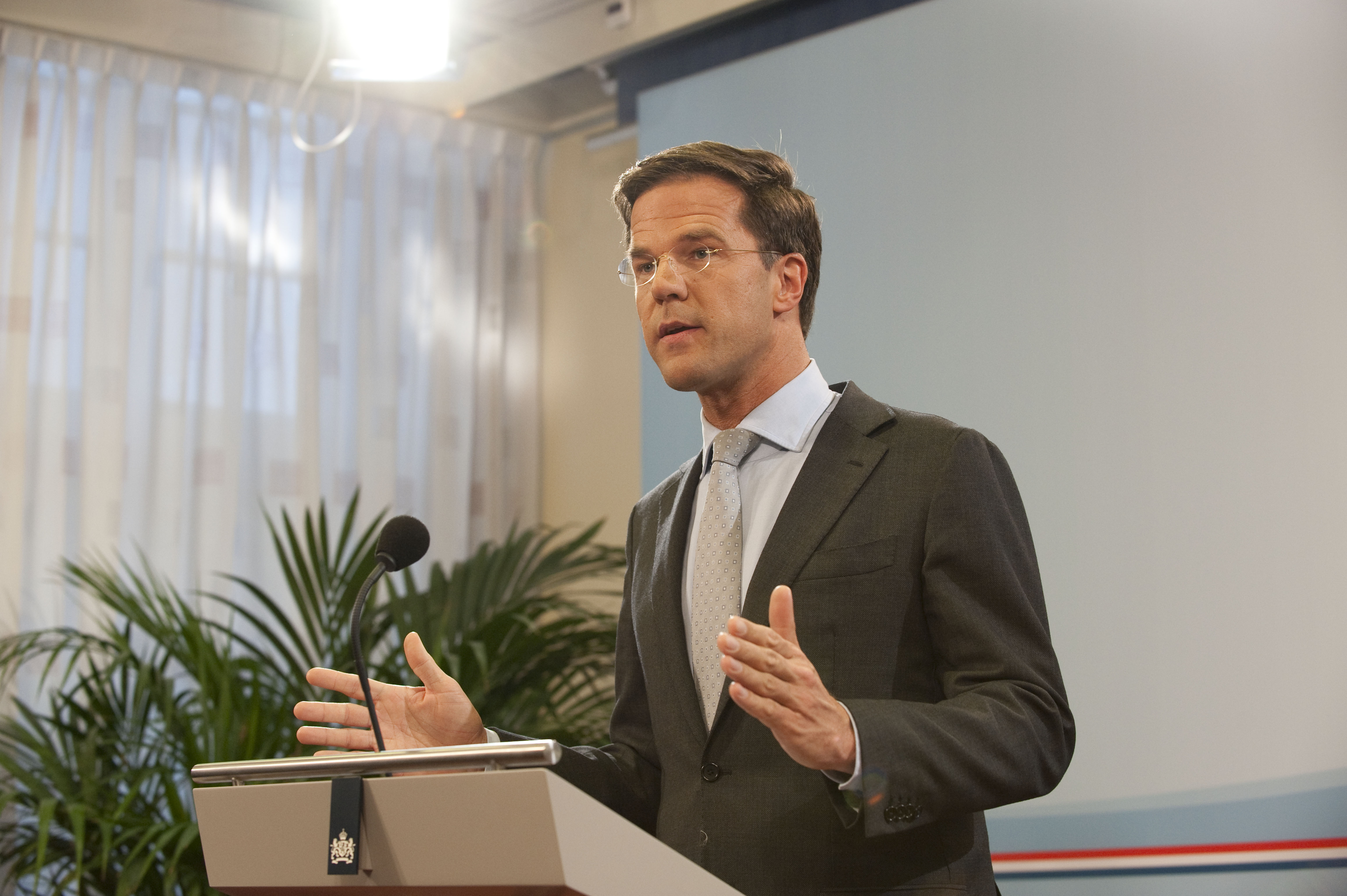
Rutte első napja miniszterelnökként, 2010. október 14.

A 2010-es holland választáson a CDA súlyos vereséget szenvedett: 20 mandátumot vesztettek el, a negyedik párttá szorultak vissza. A választáson a  Szabadságpárt 15-tel növelte mandátumainak számát. A Munkáspárt 3 mandátumot vesztett.
A választások után a kormánykoalíció létrehozása 127 napot vett igénybe, mivel a VVD-nek nem sikerült megegyezni a baloldali pártokkal (Munkáspárt, Baloldali Zöldek, Szocialisták). A VVD megállapodást kötött a CDA-val emellett a Szabadságpárt külső támogatója lett a kormánynak, azzal a feltétellel hogy nem kaptak kormányzati szerepet.
2012 áprilisában Geert Wilders a Szabadságpárt elnöke ellenezte a 16 milliárd euró összegű költségvetési megszorítást, emiatt nem támogatta pártjával tovább kormánykoalíciót és előrehozott választást írtak ki.

### Második Rutte-kormány

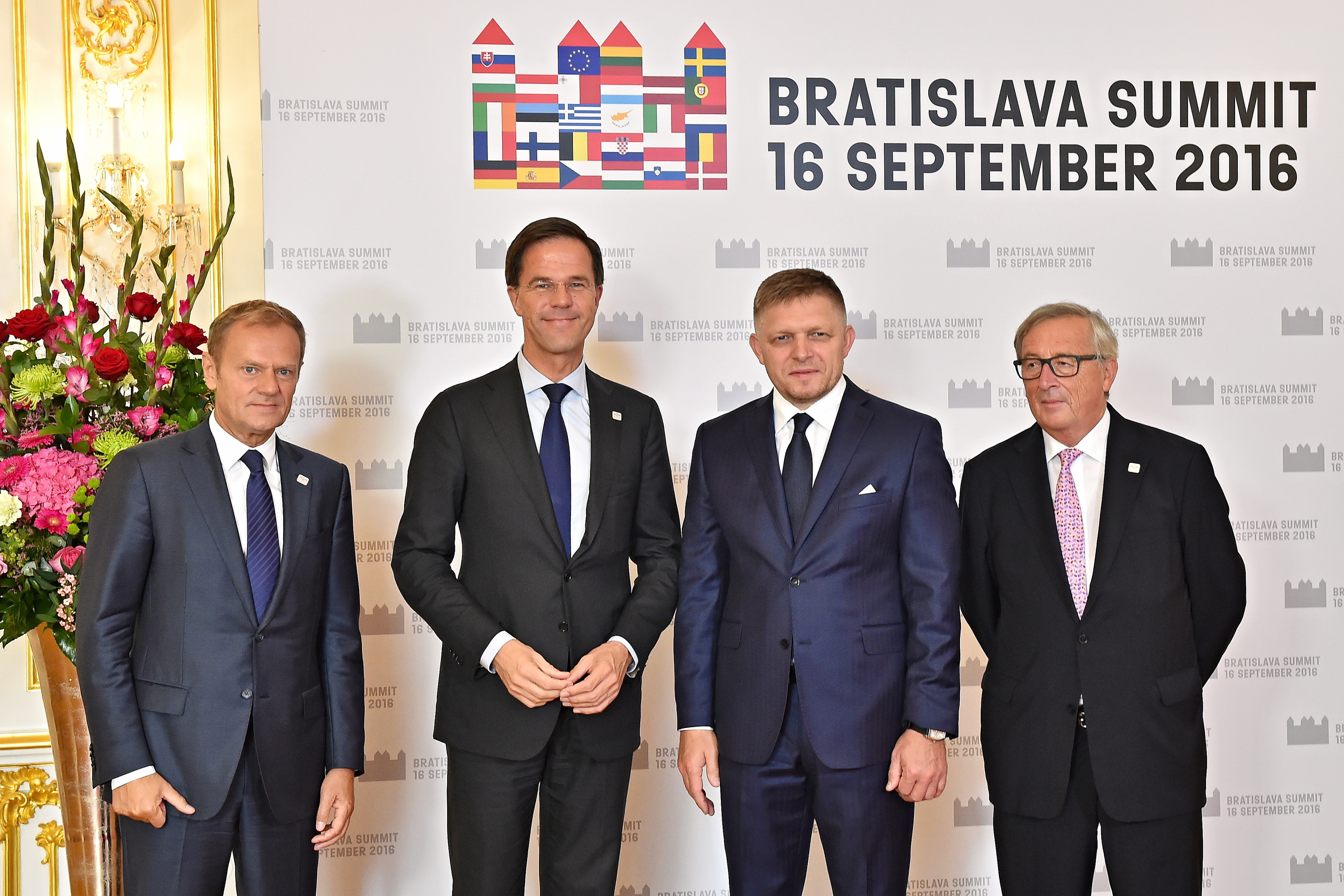
Donald Tusk, Mark Rutte, Robert Fico és Jean-Claude Juncker 2016-ban Pozsonyban

Az előrehozott választáson a VVD 10-zel növelte mandátumait, A Szabadságpárt 9-et vesztett. Ezúttal Rutte mindössze 49 napos tárgyalás után a Munkáspárttal kötött koalíciót így meglett a képviselőházi többsége a kormánynak. Először szavazhattak Karibi Hollandia lakosai is a választáson.
Ez alatt a kormány ciklus alatt történt 2014. július 17-én a Malaysia Airlines 17-es járatának katasztrófája, amikor is a repülőgép 238 (ebből 193 holland) utassal és 15 főnyi személyzettel Kelet-Ukrajnában Doneck területen, Hrabove település közelében zuhant le. Helyszíni jelentések szerint a kelet-ukrajnai szeparatisták akadályozták a hatóságok munkáját a katasztrófa napján. Miután 4 nappal a katasztrófa után sem volt megközelíthető a repülőgép roncsa, Mark Rutte Oroszország ellenes szankciók bevezetését sürgette.

### Harmadik Rutte-kormány
A 2017. márciusi választásokat is Rutte pártja, a Néppárt a Szabadságért és Demokráciáért (VVD) nyerte, habár korábbi eredményéhez képest 8 mandátumot veszített. A korábban végzett közvélemény-kutatások szerint is a VVD valamivel népszerűbb volt a választók körében, mint riválisa, a Geert Wilders vezette Szabadságpárt (PVV). A közvélemény szerint továbbá Rutte jól kezelte a 2017-es diplomáciai konfliktust Hollandia és Törökország között. A választáson viszont megbukott a Munkáspárt (PvdA), ami így kiesett a kormánykoalícióból. 2017. október 26-án lépett életbe a harmadik Rutte-kormány, koalícióban a Kereszténydemokrata Tömörülés (CDA), a 66-os Demokraták (D66), és a Keresztény Unió (CU) pártokkal. A választások és a kormány felállása között 208 nap telt el, ez volt a leghosszabb ilyen időszak a holland történelemben.
A megállapodásnak a 15%-os osztalékadó eltörlésére irányuló terve (évente 1,4 milliárd eurót biztosítva ezzel az államnak) rendkívül népszerűtlennek bizonyult, mivel azt egyik párt programjában sem említették, és később kiderült, hogy a holland nagyvállalatok, például a Shell és az Unilever titokban lobbiztak ezen intézkedés ellen.

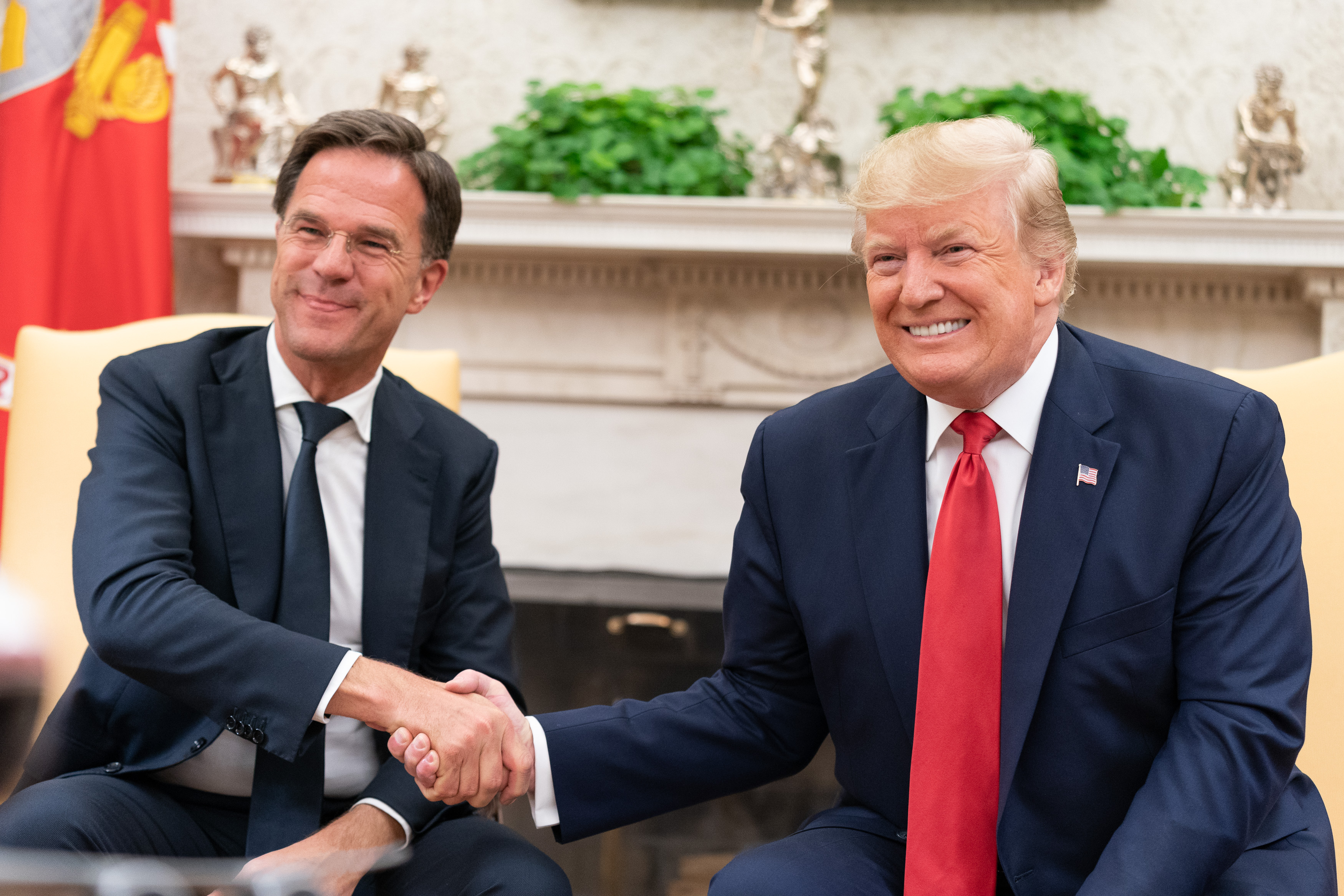
Donald Trumppal a Fehér Házban

2019. március 20-án tartották a helyi tartományi választásokat, melyet egy új radikális párt, a Thierry Baudet által vezetett Fórum a Demokráciáért (FvD) nyert meg. A május 23-án tartott holland EP-választásokon a Munkáspárt (PvdA) szerezte a legtöbb szavazatot.
2019. július 18-án Mark Rutte közös sajtótájékoztatót tartott a Fehér Házban Donald Trumppal. A találkozó végén Rutte ellentmondott az elnöknek, mikor az arról beszélt, hogy nem lesz baj, ha az USA nem tud megállapodni az Európai Unióval arról, hogy az Európából behozott acélra védővámot kellene kivetni Amerikában.
A 2020-as Covid19-pandémia az év február 27-én érte el Hollandiát, ennek apropóján március 16-án Rutte rendkívüli televíziós beszédet intézett az országhoz, melyet több, mint hétmillióan követtek figyelemmel. Erre Joop den Uyl regnálása óta nem volt példa. A miniszterelnök beszédében felvázolta a nyájimmunitás elméletét, de ezt nem sokkal később feladták. A VVD támogatottsága a krízishelyzet alatt csaknem megduplázódott.
2021. január 15-én a harmadik Rutte-kormány együttesen lemondott a hollandiai gyermekgondozási támogatások botránya körüli kutatások publikációja után. Mark Rutte felajánlotta lemondását a királynak, vállalva a botrány felelősségét. Mindannyian azonban hivatalukban maradtak a 2021. márciusi általános választásokig.

### Negyedik Rutte-kormány
A 2021-es holland parlamenti választáson Rutte pártja a 150 képviselői helyből 34-et szerzett meg, tehát újból ő alakíthatott koalíciót. 2021. december 15-én, a holland történelem leghosszabb kormányalakítási folyamatának végén koalíciós megállapodást jelentett be a D66, a CDA és a CU pártokkal, ugyanazokkal, mint az előző kormányban.

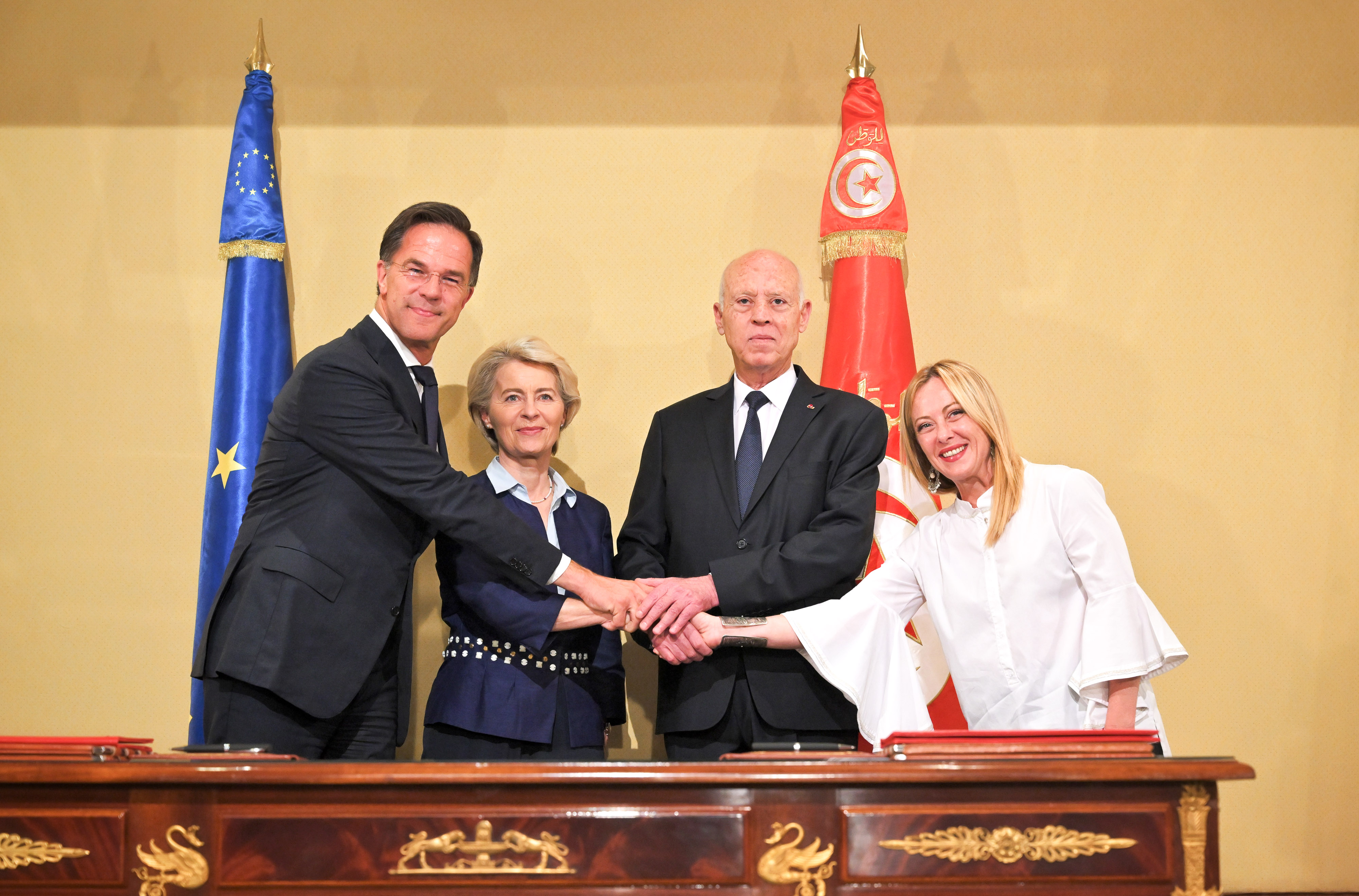
Balról jobbraː Mark Rutte, Ursula von der Leyen, Kaisz Szaíd, Giorgia Meloni

Negyedik ciklusa alatt botrányt kavart, hogy fény derült arra a tényre, hogy az archiválási törvényt megsértve éveken át törölte a mobiltelefonjából az SMS-üzenetek többségét, személyesen döntve el, hogy mely üzeneteket kell megtartani, és melyeket nem. Tettére magyarázatul azt állította, hogy túl gyorsan telt meg a telefonja memóriája. Ezt kormányának miniszterei nem tartották hihető kifogásnak, rámutatva, hogy a miniszterelnök ezzel megszegte saját választási ígéretét, melynek lényege az archiválási törvény reformja volt.
2022. augusztus 2-án ő lett a holland történelem leghosszabb ideig hivatalban lévő miniszterelnöke, megelőzve Ruud Lubberst, aki 1982 és 1994 között volt miniszterelnök.
2023. július 7-én összeomlott a kormánykoalíció, miután több napos tárgyalás után sem sikerült megegyezniük a Hollandiába érkező menedékkérők kezeléséről. Mark Rutte sajtótájékoztatóján elmondta: a koalícióban áthidalhatatlannak bizonyultak a nézeteltérések migrációs ügyben, és a négy párt közösen arra a következtetésre jutott, hogy nem lehetséges a megállapodás.
Július 10-én Rutte bejelentette, hogy nem kíván pártja listavezetője lenni a közelgő előrehozott választáson, és az új kormány megalakulása után a politikától is visszavonul. Augusztus 14-én meg is választották utódját a párt élére, Dilan Yeşilgöz-Zegerius személyében.

### NATO-főtitkárként
2024. október 1-én lépett hivatalba, mint a szervezet tizennegyedik főtitkára.